# Nuoto ai campionati europei di nuoto 2016 - 1500 metri stile libero femminili
La gara dei 1500 metri stile libero femminili degli Europei 2016 si è svolta il 20 e 21 maggio 2016. Le batterie si sono svolte al mattino del 20 e la finale nel pomeriggio del giorno successivo.

## Podio
| Pos.    | Atleta                 | Nazione  |
| ------- | ---------------------- | -------- |
| Oro     | Boglárka Kapás         | Ungheria |
| Argento | Mireia Belmonte García | Spagna   |
| Bronzo  | María Vilas Vidal      | Spagna   |

## Record
Prima della manifestazione il record del mondo (RM), il record europeo (EU) e il record dei campionati (RC) erano i seguenti.
| Record mondiale       | 15'25"48 | Katie Ledecky          | 4 agosto 2015 Kazan'   |
| Record europeo        | 15'38"88 | Lotte Friis            | 30 luglio 2013 Kazan'  |
| Record dei campionati | 15'57"29 | Mireia Belmonte García | 23 agosto 2014 Berlino |

Durante la competizione sono stati migliorati i seguenti record:
| Data      | Evento | Atleta         | Nazione  | Tempo    | Record                |
| --------- | ------ | -------------- | -------- | -------- | --------------------- |
| 21 maggio | Finale | Boglárka Kapás | Ungheria | 15'50"22 | Record dei campionati |

## Risultati

### Batterie
Le batterie sono state disputate il 20 maggio alle 11.29 ora locale.
| Pos. | Batteria | Corsia | Atleta                 | Nazionalità          | Tempo    | Note |
| ---- | -------- | ------ | ---------------------- | -------------------- | -------- | ---- |
| 1    | 2        | 4      | Boglárka Kapás         | Ungheria             | 16:14.43 | Q    |
| 2    | 1        | 5      | Mireia Belmonte García | Spagna               | 16:14.74 | Q    |
| 3    | 2        | 3      | María Vilas Vidal      | Spagna               | 16:15.50 | Q    |
| 4    | 2        | 2      | Tjaša Oder             | Slovenia             | 16:19.95 | Q    |
| 5    | 2        | 5      | Simona Quadarella      | Italia               | 16:26.45 | Q    |
| 6    | 1        | 3      | Adél Juhász            | Ungheria             | 16:28.05 | Q    |
| 7    | 1        | 2      | Julia Hassler          | Liechtenstein        | 16:30.82 | Q    |
| 8    | 2        | 6      | Gaja Natlačen          | Slovenia             | 16:31.56 | Q    |
| 9    | 2        | 0      | Fantine Lesaffre       | Francia              | 16:38.84 |      |
| 10   | 1        | 1      | Milena Karpisz         | Polonia              | 16:51.68 |      |
| 11   | 2        | 1      | Tereza Závadová        | Rep. Ceca            | 16:51.71 |      |
| 12   | 2        | 8      | Alice Dearing          | Gran Bretagna        | 16:52.84 |      |
| 13   | 1        | 7      | Paulina Piechota       | Polonia              | 16:59.79 |      |
| 14   | 2        | 7      | Martina Elhenická      | Rep. Ceca            | 17:08.01 |      |
| 15   | 1        | 8      | Nejla Karić            | Bosnia ed Erzegovina | 17:43.58 |      |
| -    | 1        | 4      | Sharon van Rouwendaal  | Paesi Bassi          | DNS      | DNS  |
| -    | 1        | 6      | Diletta Carli          | Italia               | DNS      | DNS  |

### Finale
La finale è stata disputata il 21 maggio alle 16.02 ora locale.
| Pos | Corsia | Atleta                 | Nazionalità   | Tempo    | Note                  |
| --- | ------ | ---------------------- | ------------- | -------- | --------------------- |
|     | 4      | Boglárka Kapás         | Ungheria      | 15:50.22 | Record dei campionati |
|     | 5      | Mireia Belmonte García | Spagna        | 16:00.20 |                       |
|     | 3      | María Vilas Vidal      | Spagna        | 16:01.25 |                       |
| 4   | 6      | Tjaša Oder             | Slovenia      | 16:08.67 |                       |
| 5   | 2      | Simona Quadarella      | Italia        | 16:22.64 |                       |
| 6   | 7      | Adél Juhász            | Ungheria      | 16:22.69 |                       |
| 7   | 1      | Julia Hassler          | Liechtenstein | 16:25.83 |                       |
| 8   | 8      | Gaja Natlačen          | Slovenia      | 16:26.08 |                       |